# Shin Okubo

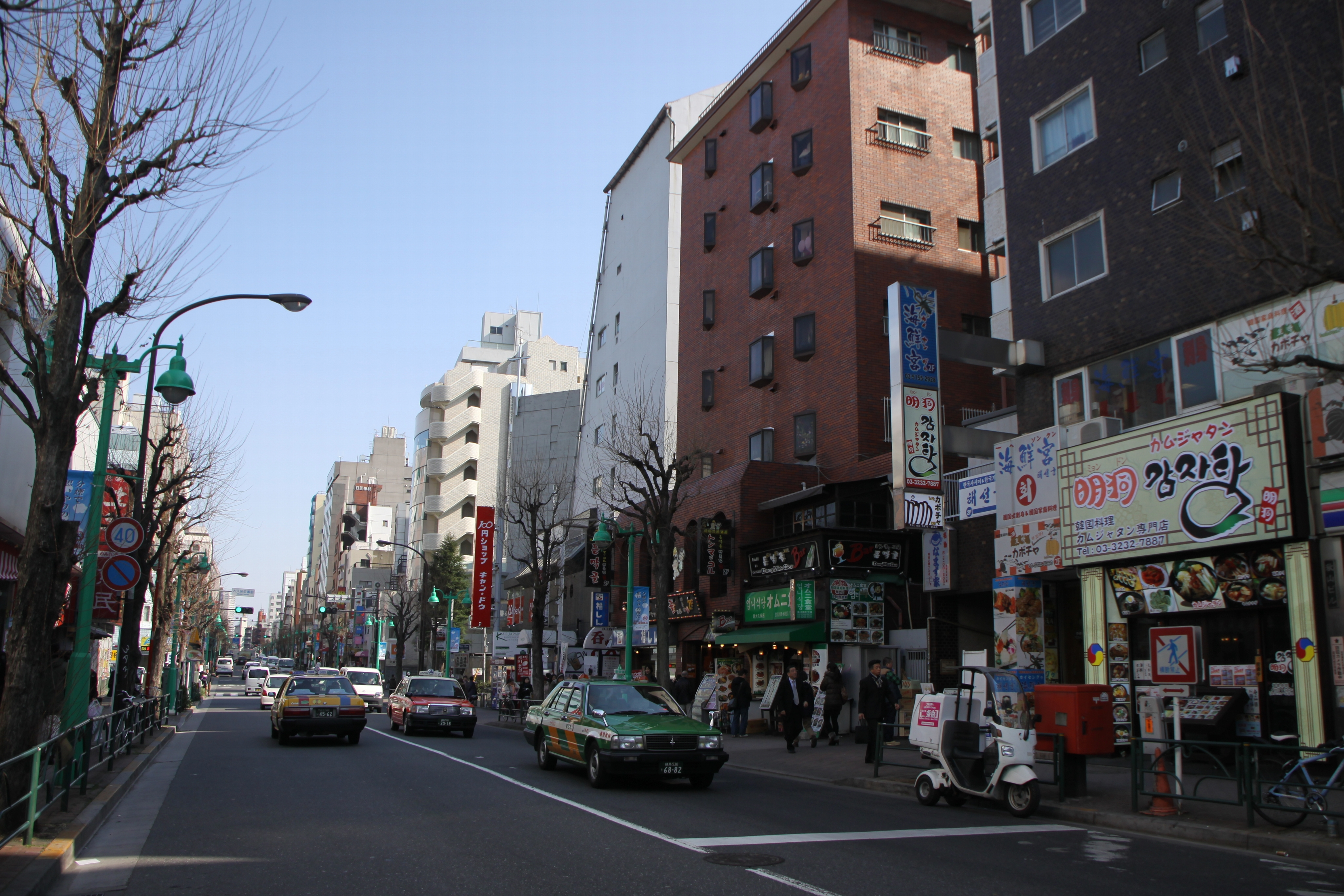
Shin Okubo

Shin Okubo é um bairro do distrito de Shinjuku, em Tóquio, Japão.
É conhecido como a Korea Town de Tóquio, devido a forte presença da comunidade coreana na região, formada por imigrantes coreanos que criaram diversas empresas, lojas e restaurantes com comidas típicas, além de contribuírem na popularização da cultura coreana, principalmente, o K-pop. O bairro cresceu ao redor da estação de Shin Okubo, tendo seu acesso pela linha Yamanote. 
Recentemente, Nepaleses começaram a se instalar e residir na região, abrindo comércios como restaurantes com comidas típicas do Nepal

## História
Shin Sang-yoon, diretor da Câmara de Comércio e Indústria Coreana no Japão, afirmou que os coreanos começaram a vir para Shin Okubo por volta de 1983 porque naquela época era uma das áreas mais baratas de Tóquio.

## Economia
Em julho de 2013, a Câmara de Comércio e Indústria Coreana no Japão declarou que Shin-Ōkubo tinha 500 negócios, incluindo cerca de 350 restaurantes.

## Galeria de Imagens

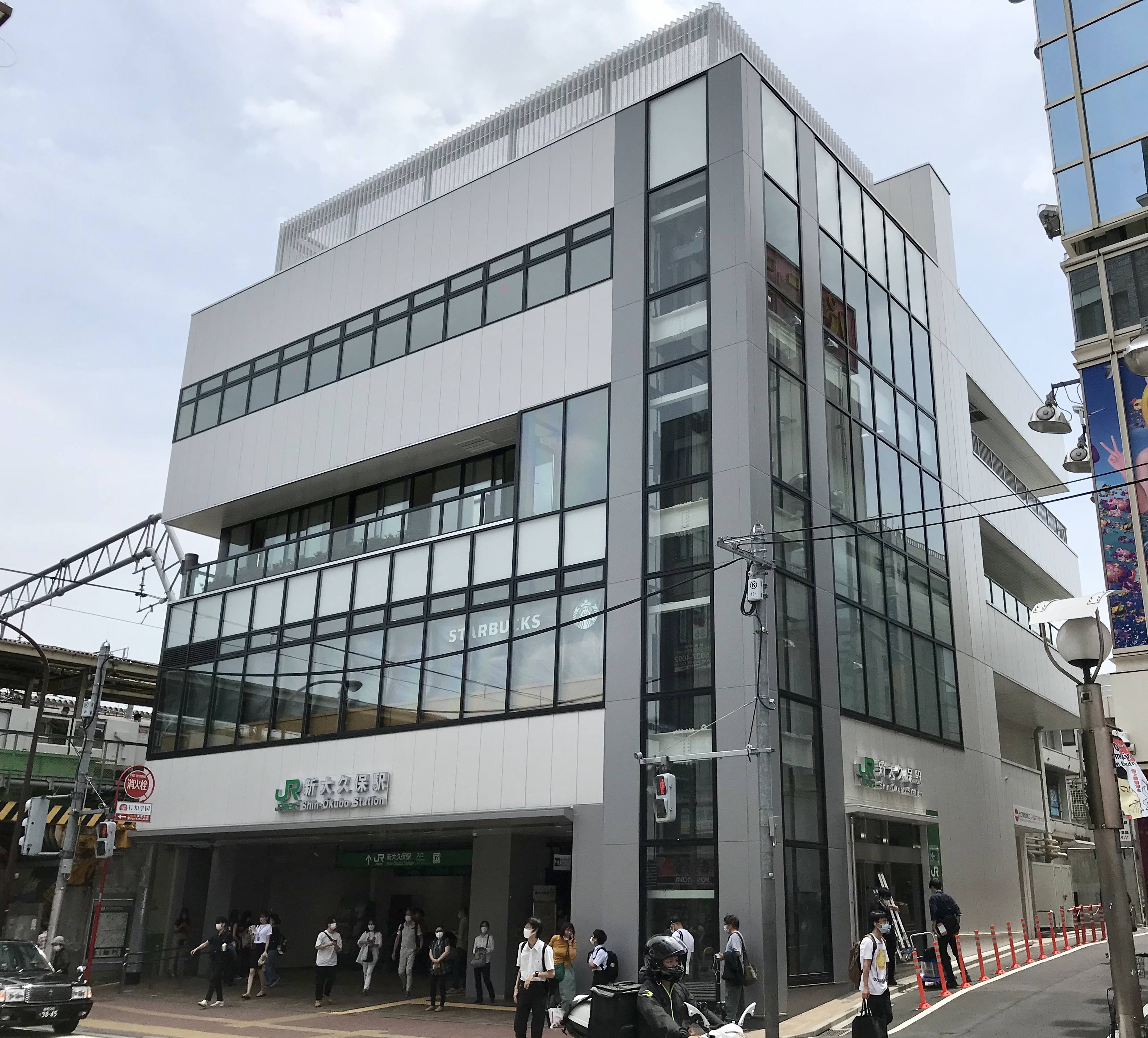
Estação Shin Okubo
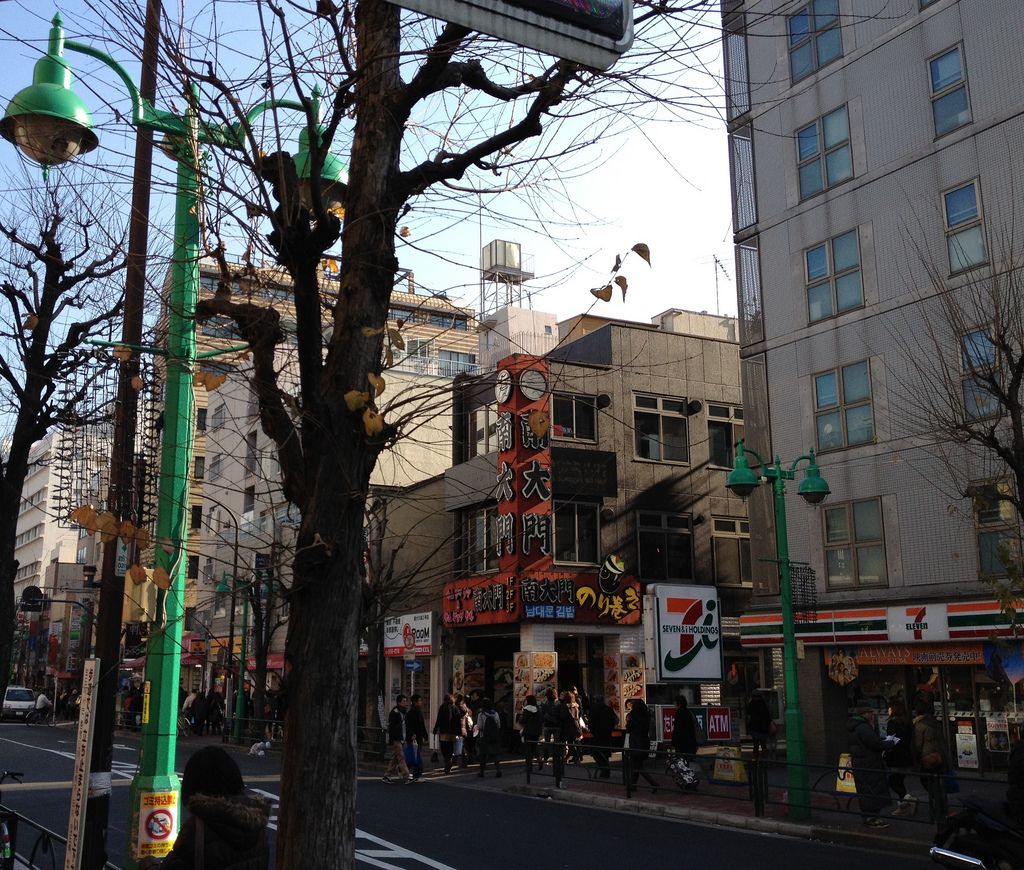
Rua de Shin Okubo com placas em japonês e coreano
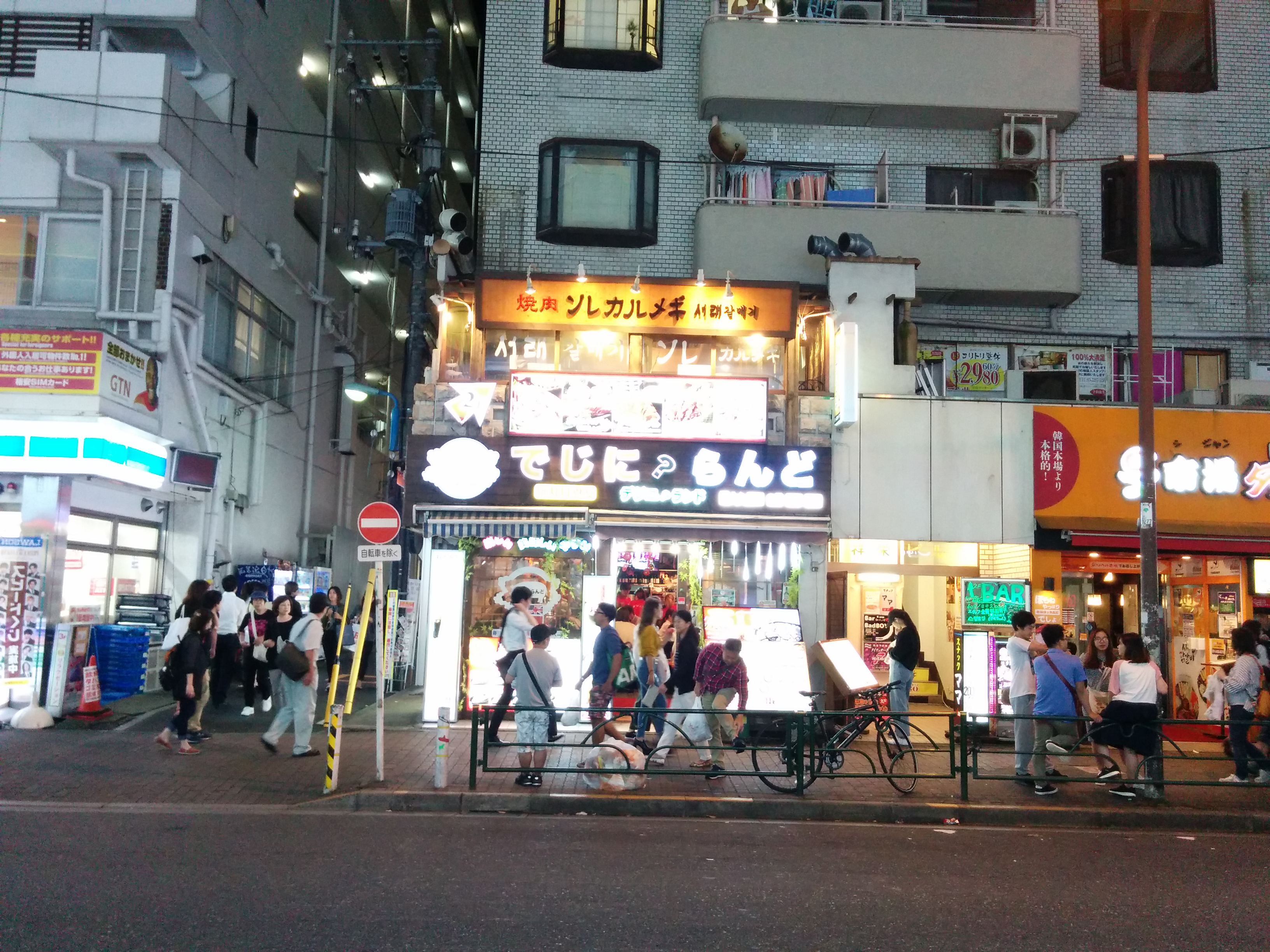
Comércio de Shin Okubo à noite